# Palm Beach International Film Festival

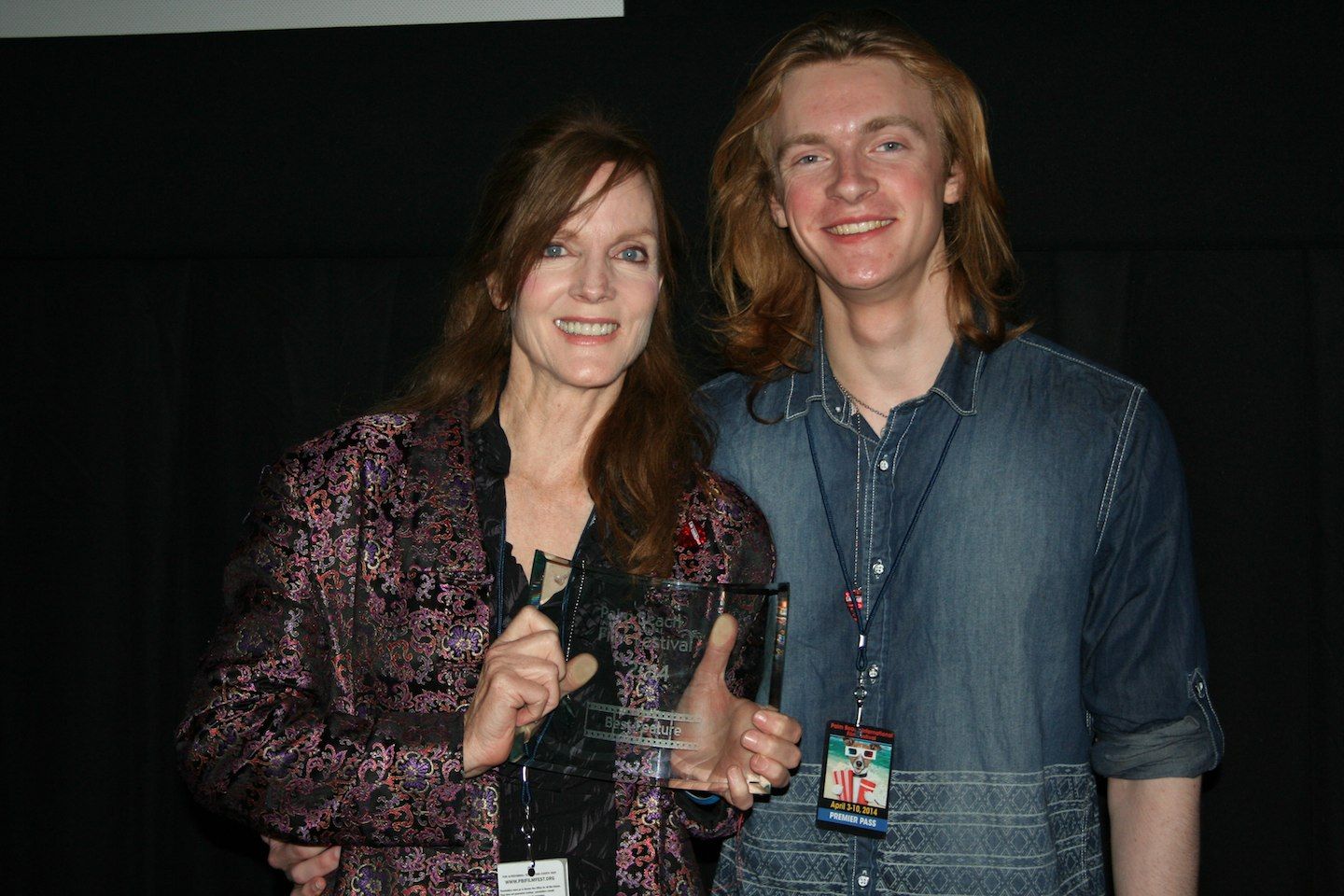
Maggie Baird e Finneas O'Connell, vincitori del premio al miglior cortometraggio nel 2014

Il Palm Beach International Film Festival è un festival cinematografico che si svolge annualmente per la durata di una settimana a Palm Beach, in Florida.

## Storia
Il festival si svolge ogni anno, ininterrottamente, a partire dal 1996. L'idea di creare questa manifestazione è stata di Burt Aaronson e George Elmore al fine di migliorare l'offerta culturale della città.

## Premi
Dal 2003 il festival assegna dei premi, suddivisi in diverse categorie, che sono:
- Miglior film
- Miglior documentario
- Miglior regista
- Miglior attrice/attore
- Miglior cortometraggio
- Audience Favorite[2]